# Saab AB
Saab AB — шведская авиастроительная и оборонная компания, в прошлом также была известна своими автомобилями.
Основана в 1937 году как Svenska Aeroplan Aktiebolaget.
Штаб-квартира находится в Линчёпинге.
По объёму продаж продукции военного назначения (на которую приходится 90 % выручки) компания в 2021 году занимала 35-е место в мире.

## История
Компания была основана в апреле 1937 года под названием Svenska Aeroplan Aktiebolaget («Шведская авиастроительная акционерная компания») для производства военных самолётов для вооружённых сил Швеции. Первоначально компания базировалась в Тролльхеттане, но в 1939 году она объединилась с авиационным подразделением шведской железнодорожной компании, предприятие которого размещалось в Линчёпинге, и штаб-квартира была перенесена туда.
Первоначально компания начала производство моделей, разработанных компаниями Bristol, Junkers и Northrop, но в 1940 году совершил первый полёт бомбардировщик собственной разработки — Svenska B-17.
К концу Второй мировой войны, предвидя падение заказов на военные самолёты, компания начала разработку легкового автомобиля. Первый прототип был готов к 1946 году, а серийное производство модели Saab 92 началось в 1949 году. К 1955 году автомобили SAAB стали самыми популярными в Швеции, для удовлетворения спроса был построен новый завод в Гётеборге по производству комплектующих. Компания также продолжала разработку и производство военных самолётов, в основном реактивных истребителей.
В 1956 году в Нью-Йорке была создана дочерняя компания — SAAB Motors Inc. — для экспорта легковых автомобилей в США. 

В мае 1965 года компания сменила название на Saab Aktiebolag (Saab AB), к этому времени она выпускала не только самолёты и автомобили, но и спутники, ракеты и оборудование для электростанций.
В 1969 году Saab и Scania-Vabis объединились под названием Saab-Scania, также были поглощены две оборонные компании, Malmo Flygindustri и Nordarmatur. Также в 1969 году был открыт автомобильный завод в Уусикаупунки (Финляндия). 

В 1972 году автомобильное производство было реорганизовано в два подразделения: Saab Car Division (легковые автомобили) и Scania Division (грузовые автомобили).
В 1990 году General Motors за 600 млн долларов приобрела 50-процентную долю в подразделении легковых автомобилей; оно было преобразовано в совместное предприятие Saab Automobile AB. Компания Saab этой сделкой надеялась остановить падение продаж своих автомобилей в США, а GM — выйти на рынок престижных автомобилей в Европе. Также в 1990 году семья Валленбергов через инвестиционный холдинг Investor AB увеличила свою в долю в Saab с 36 до 58 %, а в 1991 году за 21 млрд шведских крон (2,3 млрд долларов) полностью выкупила акции компании.
В 1994 году начался выпуск пассажирского самолёта Saab 2000, ориентированного на региональные авиалинии.
В 1995 году произошло разделение Saab и Scania.
В 1999 году была куплена шведская оборонная компания Celsius AB.
В 2000 году Saab Automobile было полностью продано General Motors; с этого времени Saab сосредоточилась на производстве военных самолётов и другой оборонной продукции.
В 2005 году компания вошла в проект по разработке беспилотного бомбардировщика Dassault nEUROn.
В июле 2014 года была куплена верфь Kockums; с 1999 года она принадлежала немецкой группе ThyssenKrupp.

## Собственники и руководство
Компанией было выпущено два типа акций; все акции класса «А» принадлежат инвестиционной компании семьи Валленберг Investor AB, на них приходится 30,2 % акционерного капитала и 40,7 % голосов. Другая инвестиционная компания семьи Wallenberg Investments AB является крупнейшим держателем и акций класса «Б» (8,7 % акционерного капитала); американской инвестиционной компании AllianceBernstein принадлежит 4,7 % капитала.
- Маркус Валленберг (Marcus Wallenberg, род. 2 сентября 1956 года) — председатель совета директоров с 2006 года, член совета с 1992 года. Также председатель Skandinaviska Enskilda Banken и компании по управлению активами фондов FAM AB[англ.], член совета директоров AstraZeneca.
- Микаэль Йоханссон (Micael Johansson, род. 6 октября 1960 года) — президент и главный исполнительный директор с сентября 2019 года, в компании с 1985 года.

## Деятельность
Выручка за 2021 год составила 39,2 млрд шведских крон (4,7 млрд долл.), из них 14,8 млрд пришлось на Швецию, 6,6 млрд на остальную Европу, 4,2 млрд на Северную Америку, 5,8 млрд на Латинскую Америку, 5,5 млрд на Азию, 2,0 млрд на Австралию и 0,2 млрд на Африку.
Подразделения по состоянию на 2021 год:
- Авиатехника  — разработка и производство военных самолётов (истребитель Gripen), разработка и установка систем слежения и другой электроники для военной и гражданской авиации, разработка пилотируемых и беспилотных летательных аппаратов, производство разработанного совместно с Boeing тренировочного самолёта T-7A; 31 % выручки.
- Динамика (Saab Bofors Dynamics) — сухопутная военная техника, ракетные системы (ПТРК AT4, NLAW и пр.), торпеды, подводные аппараты, тренировочные программы, камуфляжные системы; 22 % выручки.
- Наблюдение (Surveillance) — производство радарных систем (Erieye) и другой военной электроники; 32 % выручки.
- Saab Kockums[англ.] — расположенная в Мальмё верфь, занимается производством подводных лодок, фрегатов, скоростных катеров; 9 % выручки.

## Продукция
Компания главным образом специализируется на разработке и производстве истребителей (Draken, Viggen, Gripen). Также летающий радар Erieye на базе Saab 340/Saab 2000.
Последние производящиеся гражданские пассажирские самолёты — Saab 340 и Saab 2000, оба являются двухмоторными турбовинтовыми низкопланами (Saab 2000 является удлинённой модификацией Saab 340).

## Галерея

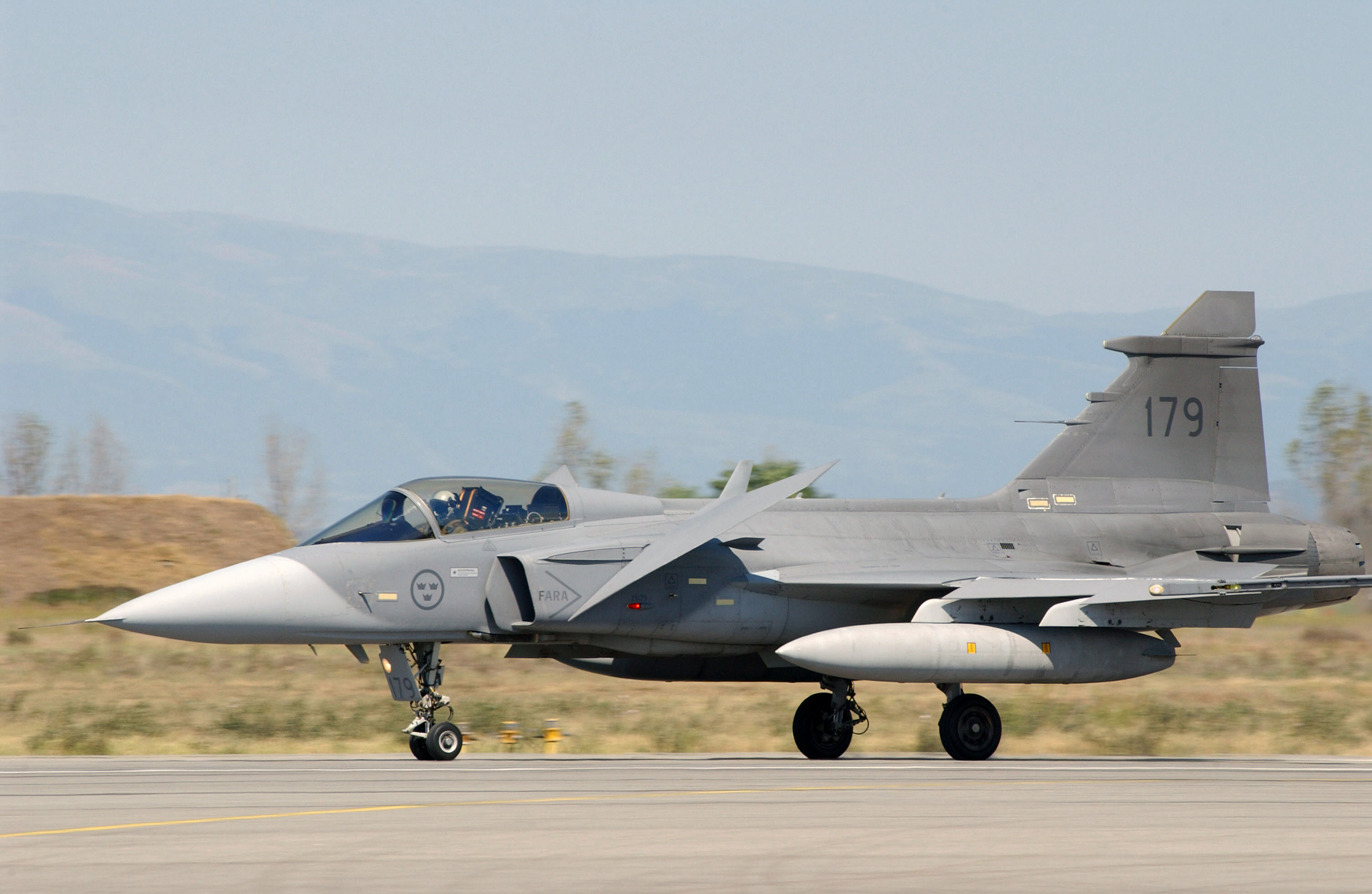
Swedish JAS-39 Gripen
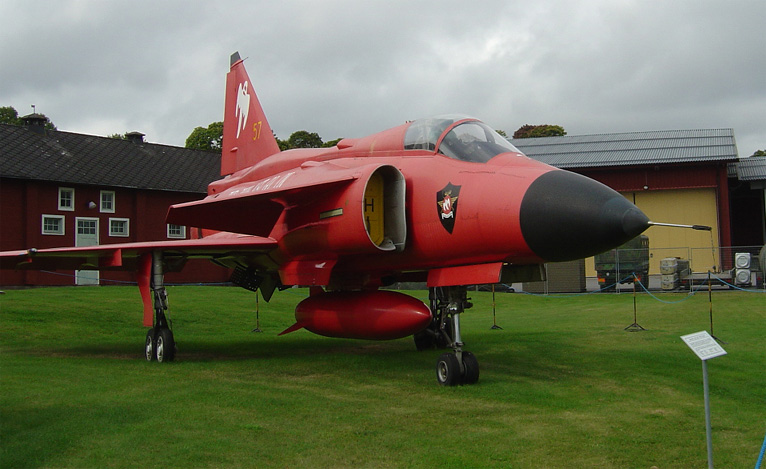
Saab 37 Viggen
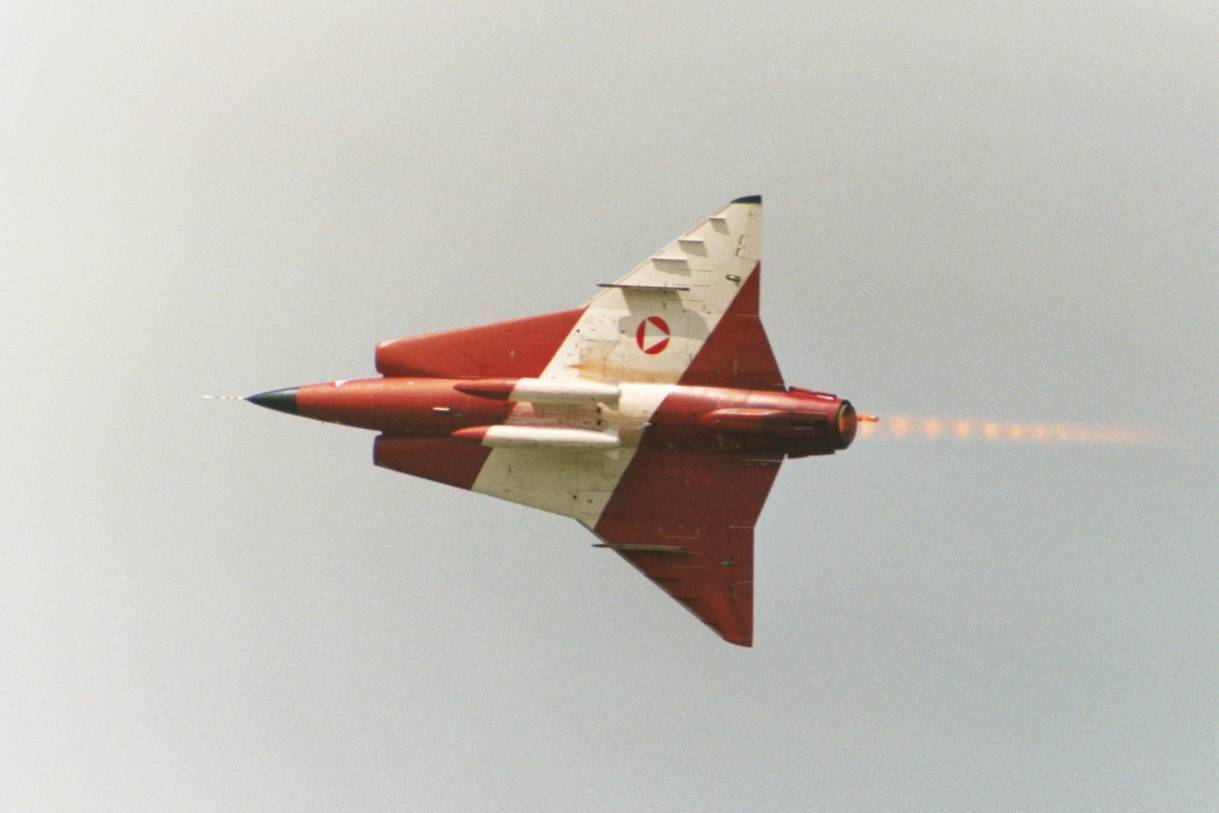
Saab 35 Draken
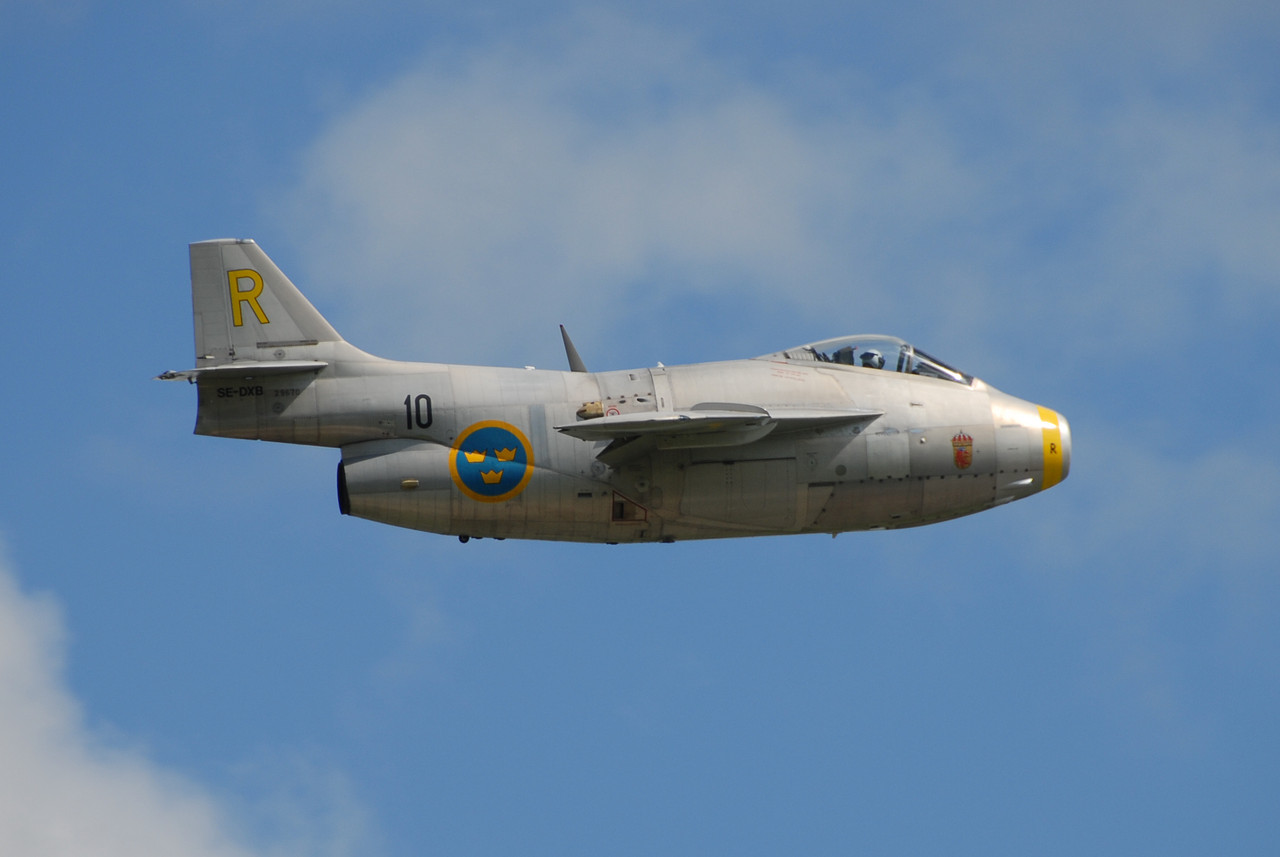
Saab 29 Tunnan
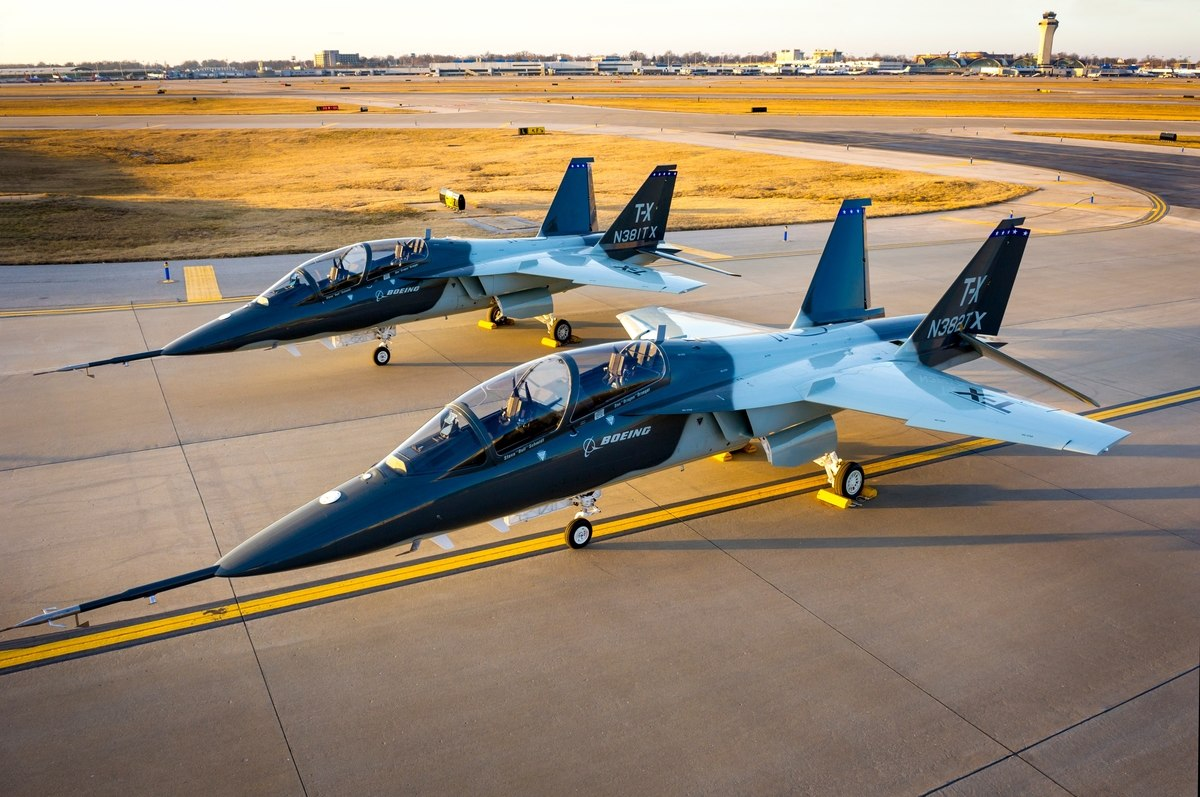
Учебно-тренировочный Boeing-Saab T-7 Red Hawk
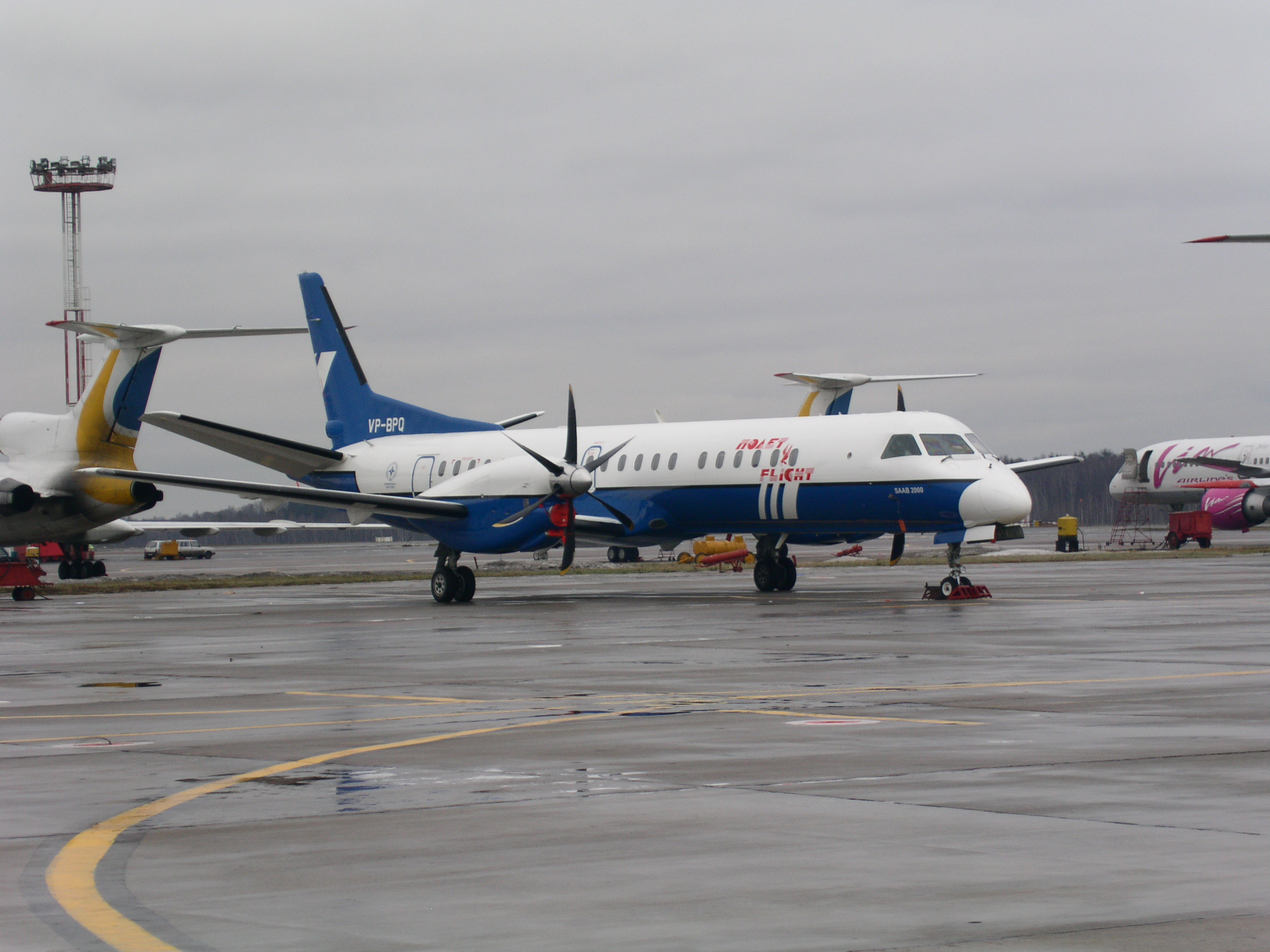
Пассажирский самолёт Saab 2000
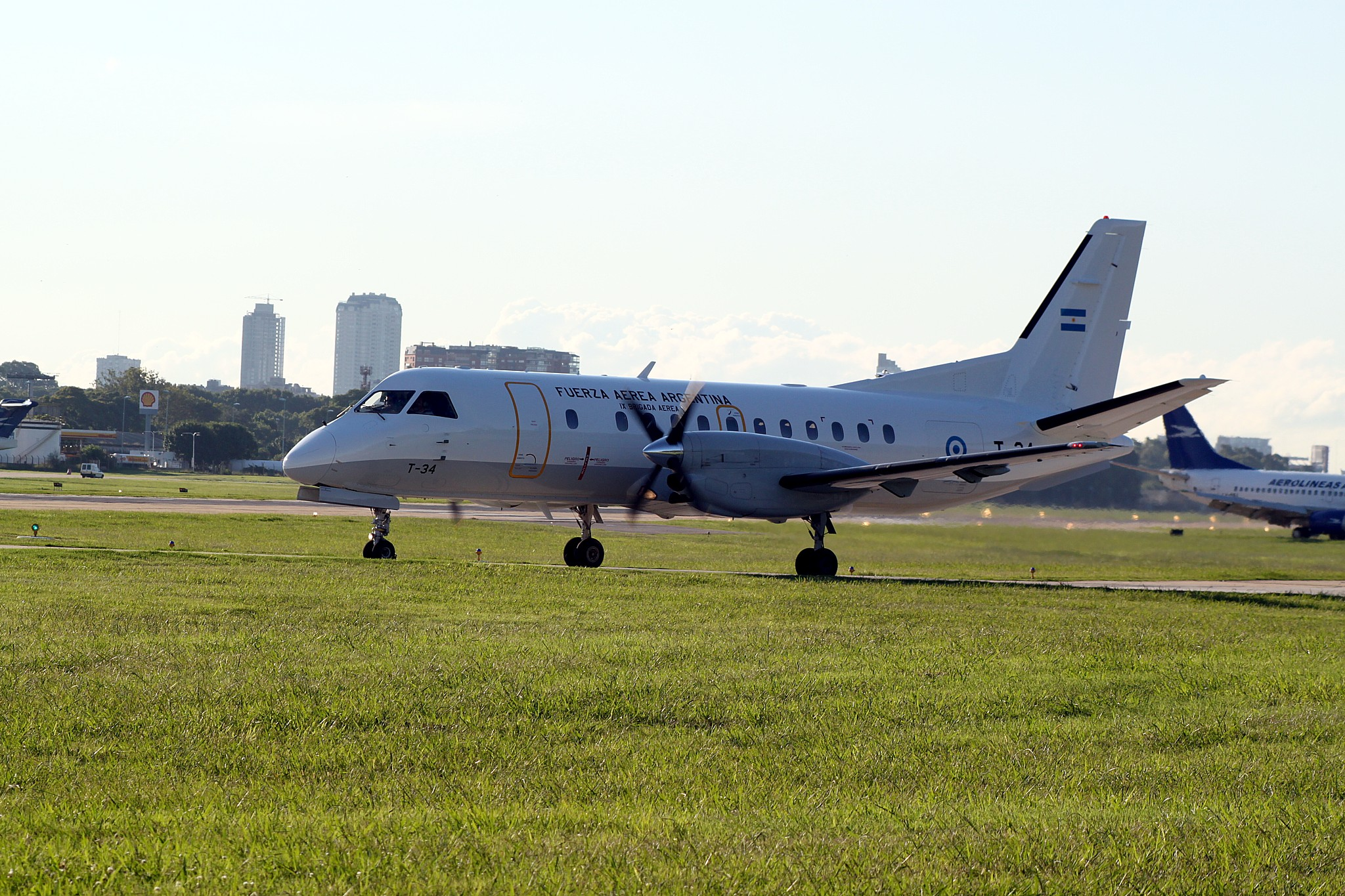
Пассажирский самолёт Saab 340